# Jakub Zamojski
Jakub Zamojski (Polonia, 29 de octubre de 1971) es un árbitro de baloncesto polaco de la FIBA.

## Trayectoria
Empezó a arbitrar profesionalmente en la Liga Polaca en el año 1989, y en 1999 se convirtió en árbitro FIBA y a dirigir partidos de la Euroliga en el 2000. Algunos de los torneos que ha dirigido son:
- Campeonato Europeo de Baloncesto Femenino de 2003
- Final four de la Euroliga en Berlín en 2008
- Campeonato Mundial de Baloncesto de 2010
- EuroBasket 2015

## Temporadas
| Categoría   | País    | Año               |
| ----------- | ------- | ----------------- |
| Liga Polaca | Polonia | 1989 - Actualidad |
| FIBA        | Mundo   | 1999 - Actualidad |
| Euroliga    | Europa  | 2000 - Actualidad |